# 弗勞恩格拉本河 (美因河支流)
50°01′04″N 10°21′57″E / 50.017674°N 10.365933°E
弗勞恩格拉本河是德國的河流，位於該國東南部，由巴伐利亞負責管轄，屬於美因河的右支流，河道全長1.1公里，發源自蓋德海姆以北。